# Grießbach (Püttlach)
Der Grießbach ist ein etwa 21⁄4 km langer, linker Zufluss der Püttlach in der Fränkischen Schweiz in Bayern. Er fließt weitgehend auf dem Gemeindegebiet der Stadt Pegnitz im oberfränkischen Landkreis Bayreuth.

## Geographie

### Verlauf
Der Grießbach entfließt einigen Fischteichen nordöstlich von Kosbrunn. Von dort fließt er in südwestlicher bis westlicher Richtung und parallel zur Kreisstraße BT 26, vorbei am südlichen Ortsrand von Kosbrunn. Nördlich von Oberhauenstein mündet er in die Püttlach.
Der etwa 2,3 km lange Lauf des Mordbachs endet ungefähr 50 Höhenmeter unterhalb seiner Quelle, er hat somit ein mittleres Sohlgefälle von etwa 22 ‰.

### Einzugsgebiet
Das naturräumlich zur Wiesentalb des Unterraums Nördliche Frankenalb der Fränkischen Alb gehörende Einzugsgebiet ist etwa 6,1 km² groß. Seine größte Erhebung ist der 626 m ü. NHN hohe Gipfel des Kleinen Kulms auf der östlichen Wasserscheide.
Bis auf einen schmalen und unbesiedelten Zipfel des Stadtgebiets von Pottenstein, der mündungsnah von Norden her etwas über den Grießbach hinüberreicht, liegt das gesamte Einzugsgebiet in dem von Pegnitz. Die einzigen Orte darin sind das Dorf Kosbrunn überwiegend rechtsseits des Oberlaufs und ein Teil des Kirchdorfes Körbeldorf, das auf der südlichen Wasserscheide steht.
Das Gebiet ist stark verkarstet und deshalb gewässerarm, weshalb die Täler unmittelbar jenseits der nördlichen und südlichen Wasserscheide zur Puttlach ziehende Trockentäler sind. Jenseits der östlichen entwässern Erlbach und Buchauer Bach über die Fichtenohe zur Regnitz, welche der Abfluss des Grießbachs dagegen über die Püttlach und die Wiesent erreicht.

### Flusssystem Püttlach
- Liste der Fließgewässer im Flusssystem Püttlach